# Трупале
Трупале је насељено место у градској општини Црвени Крст на подручју града Ниша, у Нишавском округу. Налази се код ушћа Нишаве у Јужну Мораву, на десној нишавиној алувијалној тераси, на око 10 км северозападно од центра Ниша. Према попису из 2022. било је 1960 становника (према попису из 1991. било је 2223 становника).

## Историја
Преисторијски налази (неолитско-бронзаног доба) на рубу терасе старе речне обале на локалитету Цигански кључ показују да Трупале спада у веома стара села. У подручју поменутог локалитета лежи и једна могила названа Тумба.
Трупале је старо село које датира још из средњег века. у 15. веку оно је највеће село у нишком кадилуку. Турски попис 1498. године евидентира га као спахилук (зеамет) у власништву Ибрахим-бега из Ниша са 142 дома, 52 неожењена, 16 удовичких домова и с дажбинама које износе 19.169 акчи. Плаћа порез за: испенџу, пшеницу, јечам, овас и каплуџу, раж, просо, ширу, ушур од кошница, ситну стоку, свиње, воће, црни и бели лук, ушур од купуса, конопље, порез од буради, бостана, траве и огревног дрвета, бадухове и свадбарине.
Током 16. века дошло је до извесног слабљења села. Према турском попису нахије Ниш из 1516. године, место је било једно од 111 села нахије и носило је исти назив као данас, а имало је 112 кућа, 14 удовичка домаћинства, 37 самачка домаћинства и с давањима која износе 23.010 акчи. Већ 1560. године давања су пала само на 8.197 акчи, а број домова се свео на 35 и 10 самачких. На овако изразито опадање села изазваног углавном расељавањем, утицала је без сумње траса Цариградског пута, која је, по свему судећи, пролазила кроз сеоски атар, тако да је село било изложено похарама од стране турских пролазника, харамија и војних јединица. Забележено је, на пример, да је у Трупале 1521. године коначила турска војска.
После заузећа Ниша и нишког краја 1428. године, Турци су на Јужној Морави формирали речну флоту са пристаништем у Трупалу. Речна флотила нишке капетаније стационирана у Трупалу учествовала је у другој половини 15. века у бици за Београд. Забележено је да су 1575. године из Ниша (вероватно из Трупала) два брода са житом упућена у Будим. Негде с краја 16. века гасе се подаци о саобраћајној улози Јужне Мораве.
По ослобођењу од Турака, и после откупа спахијске земље, Трупале се захваљујући свом смештају на плодном земљишту и у близини Ниша развило у напредно нишавско-моравско село. После Другог светског рата процес делимичног исељавања, пре свега у Ниш, захватио је и Трупале, а с друге стране оно је постало привлачно за придошлице из сиромашнијих и удаљенијих села (пиротски, крушевачки, подјастребачки и планински регион), тако да се укупни број становника у њему повећао. Године 1971. у Трупалу су живела 103 пољопривредна, 183 мешовита и 209 непољопривредних домаћинстава.

## Саобраћај
До насеља се може доћи приградском линијом 27А ПАС Ниш - Медошевац - Поповац - Трупале, линијом 28 ПАС Ниш - Медошевац - Поповац - Трупале - Вртиште и линијом 29А ПАС Ниш - Медошевац - Поповац - Трупале - Вртиште - Мезграја - Доња Топоница - Доња Трнава - Горња Трнава.
Овде се налази Железничка станица Трупале.
На територији овог насеља се налази петља Трупале, где се укрштају аутопутеви А1 и А4.

## Демографија
Крајем 19. века (1895. године) Трупале је веће село са 112 домаћинстава и 848 становника, а године 1930. у њему је живело 210 домаћинстава и 1.345 становника.
У насељу Трупале живи 1733 пунолетних становника, а просечна старост становништва износи 44,3 година (43,7 код мушкараца и 45,0 код жена). У насељу има 641 домаћинство, а просечан број чланова по домаћинству је 3,06.
Ово насеље је великим делом насељено Србима (према попису из 2002. године).
|  |

| Демографија | Демографија | Демографија |
| Година      | Становника  | Становника  |
| ----------- | ----------- | ----------- |
| 1948.       | 1.667       |             |
| 1953.       | 1.819       |             |
| 1961.       | 1.901       |             |
| 1971.       | 1.963       |             |
| 1981.       | 2.131       |             |
| 1991.       | 2.223       | 2.175       |
| 2002.       | 2.109       | 2.177       |
| 2011.       | 2.127       |             |
| 2022.       | 1.960       |             |

| Етнички састав према попису из 2002.‍ | Етнички састав према попису из 2002.‍ | Етнички састав према попису из 2002.‍ | Етнички састав према попису из 2002.‍ | Етнички састав према попису из 2002.‍ |
| ------------------------------------ | ------------------------------------ | ------------------------------------ | ------------------------------------ | ------------------------------------ |
|                                      |                                      |                                      |                                      |                                      |
| Срби                                 | Срби                                 |                                      | 2.047                                | 97,06%                               |
| Роми                                 | Роми                                 |                                      | 38                                   | 1,80%                                |
| Македонци                            | Македонци                            |                                      | 4                                    | 0,18%                                |
| Југословени                          | Југословени                          |                                      | 2                                    | 0,09%                                |
| Хрвати                               | Хрвати                               |                                      | 1                                    | 0,04%                                |
| Украјинци                            | Украјинци                            |                                      | 1                                    | 0,04%                                |
| Немци                                | Немци                                |                                      | 1                                    | 0,04%                                |
| непознато                            | непознато                            |                                      | 13                                   | 0,61%                                |

| Година пописа     | 1948. | 1953. | 1961. | 1971. | 1981. | 1991. | 2002. |
| ----------------- | ----- | ----- | ----- | ----- | ----- | ----- | ----- |
| Број домаћинстава | 335   | 371   | 446   | 495   | 551   | 613   | 625   |

| Број чланова      | 1  | 2   | 3   | 4   | 5  | 6  | 7  | 8 | 9 | 10 и више | Просек |
| ----------------- | -- | --- | --- | --- | -- | -- | -- | - | - | --------- | ------ |
| Број домаћинстава | 92 | 145 | 109 | 119 | 78 | 55 | 19 | 4 | 2 | 2         | 3,37   |

| Пол    | Укупно | Неожењен/Неудата | Ожењен/Удата | Удовац/Удовица | Разведен/Разведена | Непознато |
| ------ | ------ | ---------------- | ------------ | -------------- | ------------------ | --------- |
| Мушки  | 907    | 222              | 595          | 66             | 22                 | 2         |
| Женски | 894    | 112              | 610          | 148            | 22                 | 2         |
| УКУПНО | 1.801  | 334              | 1.205        | 214            | 44                 | 4         |

| Пол    | Укупно                    | Пољопривреда, лов и шумарство | Рибарство                            | Вађење руде и камена | Прерађивачка индустрија       |
| ------ | ------------------------- | ----------------------------- | ------------------------------------ | -------------------- | ----------------------------- |
| Мушки  | 415                       | 40                            | 0                                    | 0                    | 127                           |
| Женски | 222                       | 84                            | 0                                    | 0                    | 46                            |
| УКУПНО | 637                       | 124                           | 0                                    | 0                    | 173                           |
| Пол    | Производња и снабдевање   | Грађевинарство                | Трговина                             | Хотели и ресторани   | Саобраћај, складиштење и везе |
| Мушки  | 7                         | 52                            | 38                                   | 2                    | 41                            |
| Женски | 0                         | 4                             | 27                                   | 7                    | 1                             |
| УКУПНО | 7                         | 56                            | 65                                   | 9                    | 42                            |
| Пол    | Финансијско посредовање   | Некретнине                    | Државна управа и одбрана             | Образовање           | Здравствени и социјални рад   |
| Мушки  | 2                         | 5                             | 26                                   | 6                    | 21                            |
| Женски | 0                         | 2                             | 3                                    | 11                   | 25                            |
| УКУПНО | 2                         | 7                             | 29                                   | 17                   | 46                            |
| Пол    | Остале услужне активности | Приватна домаћинства          | Екстериторијалне организације и тела | Непознато            | Непознато                     |
| Мушки  | 8                         | 0                             | 0                                    | 40                   | 40                            |
| Женски | 2                         | 0                             | 0                                    | 10                   | 10                            |
| УКУПНО | 10                        | 0                             | 0                                    | 50                   | 50                            |

## Споменик културе
- Споменик НОБ - у самом центру села, налази се спомен парк посвећен људима који су своје животе дали у Народноослободилачкој борби у Другом светском рату (1941 - 1945 година). На мермерној плочи која је окачена на самом споменику исписана су имена и презимена особа страдалих у овом рату. Сам парк у коме је смештен споменик у доста је запуштеном стању. Споменик је оштећен, тако да је потребно реновирање како би се сачувао за будуће генерације.

## Галерија
- Споменик палим борцима у НОБ-у